# Mitotônio
Antônio Edgar da Silveira, conhecido por Mitotônio (Granja, 22 de fevereiro de 1916 — Fortaleza, 1 de abril de 1951) foi um futebolista brasileiro.

## Biografia
Mitotônio chegou em Fortaleza em 1919. Jogou pelo Fortaleza entre 1938 e 1939, sem ter contrato formal assinado. No início de 1940, Mitotônio foi jogar no Ceará, onde atuou por 10 anos. Sagrou-se três vezes campeão cearense (1941, 1942 e 1948), tornando-se um dos maiores ídolos da torcida alvinegra. Até hoje é o segundo maior goleador com a camisa alvinegra, tendo marcado 151 gols.

## Morte
Em 1 de abril de 1951, almoçou panelada (cozido tipicamente nordestino de vísceras de bode) e logo em seguida foi disputar uma partida. Durante a mesma, sentiu-se mal e foi levado a um hospital, onde veio a falecer. O diagnóstico foi congestão estomacal aguda.